# Applewood
Le fromage Applewood, ou Applewood smoked cheddar est un fromage fumé de type cheddar fabriqué depuis [Quand ?] par Norseland (ancienne Ilchester Cheese Company) dans le Somerset, en Angleterre. 

## Description
L’Applewood n'est pas fumé naturellement mais traité avec un arôme de fumée. Il est roulé dans le paprika, ce qui lui donne une couleur ambrée. Sa pâte est parfois molle.
En 2019, Norseland a lancé une version végane de l'Applewood en collaboration avec VBites (en). Celle-ci a remporté le prix du meilleur vromage aux  FreeFrom Food Awards 2020.

## Données nutritionnelles (pour 28 grammes)
Sources sur le site www.livestrong.com :
- Calories : 130
- Total graisses : 11 g
  - Graisses saturées : 7 g
  - Acide gras trans : 0 g
  - Cholestérol : 37 mg
- Sodium : 213 mg
- Protéines : 8 g